# Лоун Елм (Канзас)
Лоун Елм (енгл. Lone Elm) град је у америчкој савезној држави Канзас.

## Демографија
По попису из 2010. године број становника је 25, што је 2 (-7,4%) становника мање него 2000. године.
| Група             | 2000.      | 2010.       |
| Белци             | 26 (96,3%) | 25 (100,0%) |
| Афроамериканци    | 0 (0,0%)   | 0 (0,0%)    |
| Азијати           | 0 (0,0%)   | 0 (0,0%)    |
| Хиспаноамериканци | 1 (3,7%)   | 0 (0,0%)    |
| Укупно            | 27         | 25          |